# Надвоицкое городское поселение
Надвоицкое городско́е поселе́ние — муниципальное образование в составе Сегежского района Республики Карелии Российской Федерации. Административный центр — посёлок городского типа Надвоицы.

## География
Надвоицкое городское поселение расположено в центральной части Республики Карелия. Граничит на севере и западе с Идельским, на востоке — с Валдайским сельскими поселениями Сегежского района. С юга омывается водами озера Выгозеро.

## Население
| 2009   | 2010  | 2012  | 2013  | 2014  | 2015  | 2016  |
| ------ | ----- | ----- | ----- | ----- | ----- | ----- |
| 10 218 | ↘8420 | ↘8328 | ↘8203 | ↘8057 | ↘7998 | ↘7864 |
| 2017   | 2018  | 2019  | 2020  | 2021  | 2023  |       |
| ↘7732  | ↘7611 | ↘7433 | ↘7280 | ↘6947 | ↘6785 |       |

## Населённые пункты
В городское поселение входят 7 населённых пунктов (включая 4 населённых пункта в составе пгт):
| № | Населённый пункт  | Тип населённого пункта | Население |
| - | ----------------- | ---------------------- | --------- |
| 1 | Дуброво           | деревня                | →0        |
| 2 | Надвоицы          | пгт                    | ↘5911     |
| 3 | Надвоицы          | деревня                | ↘37       |
| 4 | Верхний           | посёлок                |           |
| 5 | Каменный Бор      | деревня                |           |
| 6 | при 10 шлюзе ББК  | посёлок                |           |
| 7 | Пристань Надвоицы | посёлок                |           |